# Vaulnaveys-le-Haut
Vaulnaveys-le-Haut település Franciaországban, Isère megyében. Lakosainak száma 4018 fő (2022. január 1.). Vaulnaveys-le-Haut Séchilienne, Brié-et-Angonnes, Herbeys, Saint-Martin-d’Uriage, Vaulnaveys-le-Bas és Chamrousse községekkel határos.

## Népesség
A település népessége az elmúlt években az alábbi módon változott:
| Lakosok száma | 1813 | 2437 | 2666 | 3297 | 3670 | 3707 | 3867 | 3965 | 3983 | 4018 |
|               | 1968 | 1982 | 1990 | 2006 | 2013 | 2015 | 2017 | 2019 | 2020 | 2022 |